# Arnsberg (stacja kolejowa)
Arnsberg – stacja kolejowa w Arnsbergu, w kraju związkowym Nadrenia Północna-Westfalia, w Niemczech. Znajdują się tu 2 perony.